# Казинка (Ростовская область)
Ка́зинка — хутор в Волгодонском районе Ростовской области.
Входит в состав Потаповского сельского поселения.

## Население
| 1989 | 2002 | 2010 |
| ---- | ---- | ---- |
| 24   | ↘0   | →0   |

## Улицы
На хуторе имеется одна улица: Заречная.